# Warszafski Deszcz
Warszafski Deszcz – polski zespół hip-hopowy powstała w 1994 roku w Warszawie jako 1kHz, duet DJ-ów, raperów i producentów Mariusza „JanMaria” Sobolewskiego i Sebastiana „V.O.L.T.-a” Imbierowicza uzupełniony raperem-producentem Jackiem „Tede” Granieckim. W roku 1996 V.O.L.T. opuścił grupę, która zmieniła nazwę na Trzyha i poszerzyła się o rapera-producenta Jakuba „Ceube” Sawickiego. W tym składzie w roku 1997 nagrano nielegal WuWuA, który zapewnił jej renomę w podziemiu, po czym Ceube zastąpiono raperem Michałem „Numerem Razem” Witakiem. Skład tria skrystalizował się, przy czym JanMario stopniowo ograniczał rolę rapera, przyjęto też nową nazwę Warszafski Deszcz. W 1999 roku grupa wydała swój debiut studyjny Nastukafszy..., który zyskał ogromną popularność. W 2001 roku formacja zawiesiła działalność, a reaktywowała się w roku 2007, już bez JanMaria i wydała nagrania z poprzedniego okresu działalności pod tytułem Reminiscencje. W 2009 roku ukazał się premierowy album Powrócifszy... nominowany do Fryderyka w kategorii „Album roku hip-hop/R&B”. Warszafski Deszcz działał do rozpadu w 2017 roku. Jego członkowie współtworzyli w międzyczasie kolektyw Gib Gibon Skład.

## Historia
W 1994 roku Mariusz „JanMario” Sobolewski i Sebastian „V.O.L.T.” Imbierowicz założyli zespół pod nazwą 1kHz (Ein Killa Hertz). W 1996 roku skład uzupełnił raper Jacek „Tede” Graniecki. W tym składzie powstawały ich pierwsze utwory, które ukazały się na nielegalu zatytułowanym Ein Killa Hertz (1996). Jeszcze w 1996 roku z zespołu odszedł Imbierowicz, którego zastąpił Jakub „Ceube” Sawicki. Wówczas trio przyjęło nazwę Trzyha (HHH=Hardcore Hip-Hop). W 1997 roku ukazał się debiutancki album grupy pt. WuWuA. Tego samego roku zespół opuścił Sawicki, a jego miejsce zajął Michał „Numer Raz” Witak. Po raz kolejny zmieniono nazwę, tym razem na Warszafski Deszcz.
Rok później, 5 stycznia 1999, muzycy nagrali album zatytułowany Nastukafszy..., który ukazał się nakładem wytwórni R.R.X. Album osiągnął duży sukces komercyjny sprzedając się w 50 tys. kopii. Wkrótce potem formacja zawiesiła działalność, a planowa premiera drugiego wydawnictwa została wstrzymana. 5 stycznia 2007 roku ukazał się drugi album grupy pt. Reminiscencje. Nagrania zostały udostępnione bezpłatnie w internecie w formie digital download. Album został pobrany z internetu przez ponad 300 000 osób. 6 czerwca 2009 roku została wydana trzecia płyta Warszafskiego Deszczu – Powrócifszy... W lutym 2010 roku wydawnictwo uzyskało nominację do nagrody polskiego przemysłu fonograficznego Fryderyka w kategorii: album roku hip-hop/R&B.

## Rozpad grupy
5 września 2017 roku Numer Raz zaprosił do swojej audycji w radiowej Czwórce DJ-a Tuniziano, który kilka tygodni wcześniej został wyrzucony przez Tedego z ekipy NWJ za rzekome pobicie kobiety, aby ten mógł przedstawić swoją wersję wydarzeń. Taka postawa nie spodobała się Tedemu, który uznał to za nielojalne zachowanie wobec niego i również wyrzucił go z grupy. W 2019 roku Tede zapowiedział swój najnowszy solowy album Karmagedon, na którym raper zapowiedział rozliczenie się ze sceną. Na płycie znalazł się utwór „Hoespicjum”, w którym Tede bezpośrednio atakuje Numer Raza.

## Dyskografia
Albumy
| Rok                                                      | Dane dot. albumu                                                                                         | Pozycja na liście | Sprzedaż       |
| Rok                                                      | Dane dot. albumu                                                                                         | POL               | Sprzedaż       |
| -------------------------------------------------------- | --- | ----------------- | -------------- |
| 1996                                                     | Ein Killa Hertz (jako 1kHz) - Data: 1996 - Wydawca: brak (nielegal) - Format: CC                         | –                 |                |
| 1997                                                     | WuWuA (jako Trzyha) - Data: 1997 - Wydawca: brak (nielegal) - Format: CC                                 | –                 | - POL: 500     |
| 1999                                                     | Nastukafszy... - Data: 5 stycznia 1999 - Wydawca: R.R.X. - Format: CD, LP, CC                            | –                 | - POL: 50 000+ |
| 2009                                                     | Powrócifszy... - Data: 6 czerwca 2009 - Wydawca: Wielkie Joł, Vision - Format: CD, digital download      | 5                 |                |
| 2011                                                     | PraWFDepowiedziafszy - Data: 16 czerwca 2011 - Wydawca: Wielkie Joł, Jawi - Format: CD, digital download | 4                 | - POL: 9 000+  |
| „ –” oznacza, że album nie był notowany na danej liście. | |                   |                |

### Kompilacje
| Rok  | Tytuł | Sprzedaż   |
| ---- | --- | ---------- |
| 2007 | Reminiscencje - Data: 5 stycznia 2007 - Wydawca: Wielkie Joł - Format: digital download                       |            |
| 2009 | Podostrzyfszy... (oraz O.S.T.R.) - Data: 18 września 2009 - Wydawca: Wielkie Joł, Asfalt Records - Format: LP | - POL: 400 |

### Single
| Rok                                                       | Tytuł                                                              | Najwyższe pozycje na listach | Najwyższe pozycje na listach | Najwyższe pozycje na listach | Album                |
| Rok                                                       | Tytuł                                                              | 30 TON                       | RH                           | SLiP                         | Album                |
| --------------------------------------------------------- | ------------------------------------------------------------------ | ---------------------------- | ---------------------------- | ---------------------------- | -------------------- |
| 1996                                                      | „Wyłącz mikrofon”                                                  | –                            | –                            | –                            | Ein Killa Hertz      |
| 1998                                                      | Wzgórze Ya-Pa 3 – „Ja mam to co ty” (gościnnie: Warszafski Deszcz) | 3                            | 2                            | 15                           | Ja mam to co ty      |
| 1999                                                      | „Aluminium”                                                        | –                            | –                            | –                            | Nastukafszy...       |
| 2009                                                      | „Już od '99 płynę”                                                 | –                            | –                            | –                            | Powrócifszy...       |
| 2009                                                      | „Tak się robi Hip-Hop”                                             | –                            | –                            | –                            | Powrócifszy...       |
| 2011                                                      | „Gdzie tamte dziewczyny?”                                          | –                            | –                            | –                            | PraWFDepowiedziafszy |
| 2011                                                      | „PraWFDepowiedziafszy”                                             | –                            | –                            | –                            | PraWFDepowiedziafszy |
| 2011                                                      | „Czarny i biały”                                                   | –                            | –                            | –                            | PraWFDepowiedziafszy |
| 2014                                                      | JWP – „Dawaj milion” (gościnnie: Warszafski Deszcz)                | –                            | –                            | –                            | Jot-Wu-Pe Clan       |
| „ –” oznacza, że singel nie był notowany na danej liście. |                                                                    |                              |                              |                              |                      |

Kompilacje różnych wykonawców
| Rok  | Album                                                | Utwór | Źródło |
| ---- | ---------------------------------------------------- | --- | ------ |
| 1996 | S.P.                                                 | 1kHz – „Wyłącz mikrofon” | [ 23 ] |
| 1997 | Smak B.E.A.T. Records                                | Trzyha – „Rymoholiko (remix)” 1kHz – „1 KHz”                                                                                          | [ 24 ] |
| 1997 | Wspólna scena                                        | Trzyha – „Na ten sam temat” | [ 25 ] |
| 1998 | Enigma prezentuje: 0-22-Underground vol. 1           | Warszawski Deszcz, Ryba – „Taka sobota”                                                                                               | [ 26 ] |
| 1998 | Znasz zasady                                         | Trzyha – „833.333 PLN” Trzyha – „Mam moc (remix)”                                                                                     | [ 27 ] |
| 1998 | Osiedle pełne rymów, czyli Hip-Hop jak okiem sięgnąć | Warszafski Deszcz – Wzgórze Ya-Pa 3, Warszafski Deszcz – „Mam to co ty” (Remix Tede) Warszafski Deszcz – „Letnia miłość” (Remix Tede) | [ 28 ] |
| 1999 | Liryka Records                                       | Warszafski Deszcz – „Rymoholik O (Tede Remix)”                                                                                        | [ 29 ] |
| 2000 | Hiphopowy raport z osiedla 2000                      | Juchas, Warszafski Deszcz – „Szalony styl kurde blaszka”                                                                              | [ 30 ] |
| 2000 | Pokaż walory                                         | Warszafski Deszcz – „Letnia miłość”                                                                                                   | [ 31 ] |
| 2002 | Muzyka łączy pokolenia..?! cz. 1                     | Warszafski Deszcz – „Szklana pogoda”                                                                                                  | [ 32 ] |
| 2004 | To jest hip-hop vol.1                                | Wzgórze Ya-Pa 3, Warszafski Deszcz – „Ja mam to co ty”                                                                                | [ 33 ] |

Występy gościnne
| Rok  | Album                               | Utwór | Źródło |
| ---- | ----------------------------------- | --- | ------ |
| 1998 | Molesta Ewenement – Skandal         | „Wolę się nastukać” (gościnnie: Trzyha) | [ 34 ] |
| 1998 | Wzgórze Ya-Pa 3 – Trzy              | „Ja mam to co ty” (gościnnie: Trzyha) | [ 35 ] |
| 1998 | DJ 600V – Produkcja hip-hop         | „Letnia miłość” (gościnnie: Warszafski Deszcz) „Kilkaset słów prawdy” (gościnnie: Warszafski Deszcz) | [ 36 ] |
| 1998 | Wzgórze Ya-Pa 3 – Ja mam to co ty   | „Ja mam to co ty” (Video Radio Remix) (gościnnie: Warszafski Deszcz) „Ja mam to co ty” (Tede Remix) (gościnnie: Warszafski Deszcz) „Ja mam to co ty” (600V Remix) (gościnnie: Warszafski Deszcz)                                           | [ 37 ] |
| 1998 | Stare Miasto – Stare Miasto         | „Pragnienia” (gościnnie: Warszafski Deszcz) | [ 38 ] |
| 2004 | Analogia – Esensja czysta           | „Ajajaj te melanże” (gościnnie: Warszafski Deszcz) | [ 39 ] |
| 2009 | DJ Tuniziano – Polski blender       | „Weź to kurwa podgłośnij” (gościnnie: Warszafski Deszcz) | [ 40 ] |
| 2010 | Smagalaz – Czillen Am Grillen       | „Czillen Am Grillen” (gościnnie: Warszafski Deszcz) | [ 41 ] |
| 2010 | DJ Cube – Forfiter                  | „Forfiter 1" (gościnnie: Jarecki, Warszafski Deszcz, Ten Typ Mes, Abradab, Pokahontaz) | [ 42 ] |
| 2010 | WdoWa – Superextra                  | „Pal Jana” (gościnnie: Warszafski Deszcz, DJ Abdool) | [ 43 ] |
| 2010 | DJ Tuniziano – Polski Blender Vol.2 | Smagalaz – „Czillen Am Grillen” (gościnnie: Warszafski Deszcz) | [ 44 ] |
| 2010 | HiFi Banda – Puszer DVD             | „Puszer” (Remix) (Video) (gościnnie: Pyskaty, Warszafski Deszcz, Kaszalot, Rak) „Puszer” (Remix) (gościnnie: Pyskaty, Warszafski Deszcz, Kaszalot, Rak) „Puszer” (Remix) (Acapella) (gościnnie: Pyskaty, Warszafski Deszcz, Kaszalot, Rak) | [ 45 ] |
| 2011 | Moral/Gano – Przeminęło z dymem     | „Te rzeczy się dzieją” (gościnnie: Warszafski Deszcz, Jajonasz) | [ 46 ] |
| 2011 | DJ 600V – Klasyk Mixtape: Prolog    | Wzgórze Ya-Pa 3 – „Ja mam to co ty” (gościnnie: Warszafski Deszcz) | [ 47 ] |
| 2012 | Wini – Bóg jest miłością            | „Nienawidzę raperów” (gościnnie: Maciek Kiersznicki, Rena, Smagalaz, Żurom, DJ Feel-X, VNM, Warszafski Deszcz, Sage, Starszy, Rynio, Kaczor, Sobota, Psychostach, B.R.O, Rufijok, Matheo)                                                  | [ 48 ] |
| 2012 | Familia H.P. – Misja                | „Zostaw to!” (gościnnie: Warszafski Deszcz) | [ 49 ] |
| 2012 | Paresłów – Elektrohop               | „Co noc” (gościnnie: Warszafski Deszcz) | [ 50 ] |

## Teledyski
| Rok  | Utwór                                                            | Reżyseria                                          | Album                | Źródło |
| ---- | ---------------------------------------------------------------- | -------------------------------------------------- | -------------------- | ------ |
| 2009 | „Już od '99 płynę”                                               | Filip Jagiełło, Konrad Lang, Dominik Ziółkowski    | Powrócifszy...       | [ 51 ] |
| 2011 | „PraWFDepowiedziafszy”                                           | Bartosz Deja, Zbigniew Niedziałek, Krzysztof Tietz | PraWFDepowiedziafszy | [ 52 ] |
| 2011 | „Gdzie tamte dziewczyny?”                                        | Letemknow, New Zenith Promotion                    | PraWFDepowiedziafszy | [ 53 ] |
| 2011 | „Czarny i biały”                                                 | Letemknow                                          | PraWFDepowiedziafszy | [ 54 ] |
|      | Gościnnie                                                        |                                                    |                      |        |
| 1998 | Wzgórze Ya-Pa 3 – „Ja mam to co ty” gościnnie: Warszafski Deszcz | –                                                  | Trzy                 | [ 55 ] |

## Nagrody i wyróżnienia
| Rok  | Kategoria                               | Nagroda            | Uwagi      | Źródło |
| ---- | --------------------------------------- | ------------------ | ---------- | ------ |
| 2010 | Polska Produkcja Roku (Powrócifszy...)  | Rapgra Awards 2010 | 1. miejsce | [ 56 ] |
| 2010 | Album roku hip-hop/R&B (Powrócifszy...) | Fryderyk           | Nominacja  | [ 2 ]  |